# Stazione di Magazzolo
La stazione di Magazzolo era una stazione ferroviaria posta sulla linea Castelvetrano-Porto Empedocle, e punto di diramazione della linea per Lercara.
Posta in aperta campagna, nel territorio comunale di Calamonaci, prendeva nome dal fiume Magazzolo che scorre nei pressi.

## Storia
La stazione venne costruita nell'ambito dei lavori di costruzione della tratta di ferrovia a scartamento ridotto tra Ribera e Cattolica Eraclea realizzata dalla Ferrovie dello Stato nel 1915 e in seguito completata fino a Porto Empedocle.
La stazione, il cui nome originario fu Bivio Greci venne costruita nei pressi del fiume Magazzolo, a notevole distanza dai centri abitati e allo scopo di stabilirvi la confluenza della progettata linea ferrata proveniente da Cianciana e Lercara.
Lo scalo venne costruito principalmente allo scopo di inoltrare il minerale di zolfo del bacino minerario di Cianciana verso Porto Empedocle per l'imbarco. Nel 1924 con il completamento della Ferrovia Lercara-Filaga-Magazzolo cambiò il suo nome in stazione di Magazzolo.
La progressiva diminuzione della produzione e in seguito la chiusura delle miniere di zolfo azzerò il traffico merci relativo; la stazione mantenne solo un modestissimo traffico viaggiatori pendolare proveniente da Cianciana, Alessandria della Rocca e Bivona fino alla chiusura, nel 1959 della linea a scartamento ridotto. La stazione rimase in funzione, tuttavia ormai priva di utilità, fino all'inizio del 1978 data in cui venne sospeso il servizio ferroviario nella tratta Ribera-Porto Empedocle della Ferrovia Castelvetrano-Porto Empedocle.
Era in progetto la linea Burgio-Magazzolo un prolungamento della Castelvetrano-Burgio, inizialmente prevista tra Burgio e Bivio Sciacca, che avrebbe costituito una linea circolare, che da Castelvetrano, andando verso San Carlo, Burgio, Sant'Anna di Caltabellotta e Magazzolo, sarebbe tornata a Castelvetrano via Sciacca e Menfi, e si collegasse a sua volta nella stazione di San Carlo alle località servite dalla linea per Palermo Sant'Erasmo, che con il medesimo scartamento avrebbe consentito l’interscambio dei carri merci, ma tale progetto venne accantonato quando fu evidente l’inadeguatezza delle ferrovie a scartamento ridotto.

## Strutture e impianti
La stazione insisteva sulla direttrice ferroviaria Castelvetrano-Porto Empedocle per la quale era stazione passante; in seguito divenne anche di diramazione. Il fabbricato di stazione era un massiccio edificio di forma rettangolare, a due piani, a quattro luci verso il piano binari e tre luci laterali; era dotato di bar e ristorante e di alloggi per il personale.
In conseguenza della destinazione d'uso era dotato di un ampio fascio-binari; oltre ai soliti due binari passanti si affiancarono altri binari (a scartamento ridotto) passanti per treni merci e binari tronchi per ricovero e scalo. Lo scalo data la sua posizione strategica venne dotato di piano caricatore, rifornitore di acqua e carbone per le locomotive a vapore, di alloggi e binari di rimessa, piattaforma girevole ferroviaria, ponte a bilico per carri merce e sagoma limite.
A partire dal 1924 nella stazione confluiva la linea poi dismessa proveniente da Lercara.